# Eoacmaea albonotata
Eoacmaea albonotata is een slakkensoort uit de familie van de Eoacmaeidae. De wetenschappelijke naam van de soort is voor het eerst geldig gepubliceerd in 1901 door E. A. Smith.